# (23113) Aaronhakim
(23113) Aaronhakim ist ein Asteroid, der am 3. Januar 2000 an der Lincoln Laboratory ETS in Socorro (New Mexico) entdeckt wurde.
Der Asteroid ist Mitglied der Agnia-Familie, einer Gruppe von Asteroiden, die vor maximal 140 Millionen Jahren durch das Auseinanderbrechen eines großen Körpers entstanden ist und nach ihrem größten Mitglied (847) Agnia benannt wurde.